# Spilogona fimbriata
Spilogona fimbriata este o specie de muște din genul Spilogona, familia Muscidae. A fost descrisă pentru prima dată de Johann Andreas Schnabl în anul 1915.
Este endemică în Alaska. Conform Catalogue of Life specia Spilogona fimbriata nu are subspecii cunoscute.